# Empresa Nacional del Petróleo
Empresa Nacional del Petróleo (ENAP, Национальная нефтяная компания) — государственная нефтегазовая компания Чили. Штаб-квартира компании находится в Лас-Кондес, одной из коммун столицы страны Сантьяго.

## История
Компания была основана в 1950 году для разработки нефтегазовых месторождений, открытых в 1945 году в Магеллановом проливе и на острове Огненная Земля. В 1955 году начал работу НПЗ «Аконкагуа» в городе Конкон, в 1966 году второй НПЗ «Био-Био» в Уальпене. В 1990 году для нефтегазодобычи в других странах была создана дочерняя компания Oil International Society S.A. (ENAP Sipetrol). С 2016 года компания начала развивать направление альтернативной энергетики (ветряные и геотермальные электростанции).

## Деятельность
За 2021 год компанией было добыто 21,97 млн баррелей н. э. углеводородов, из них 11,73 млн баррелей нефти. Добыча ведётся в Эквадоре (7,66 млн баррелей нефти), Чили (Магелланов пролив, 7,35 млн баррелей, в основном природный газ), Аргентине (5,08 млн баррелей нефти и газа) и Египте (1,88 млн баррелей нефти).
Компании принадлежит 3 НПЗ («Аконкагуа», «Био-Био» и «Грегорио»), которые в сумме в 2021 году перерабатывали 169 тыс. баррелей в сутки.

## Дочерние компании
Основные дочерние компании по состоянию на 2021 год:
- ENAP Sipetrol S.A. (основана в 1990 году, отделения в Эквадоре, Уругвае, Египте, 100 %)
  - ENAP Sipetrol Argentina S.A. (основана в 1997 году, 100 %)
- Petro Servicio Corp S.A. (основана в 1997 году, 100 %)
- ENAP Refinerías S.A. (ERSA) (основана в 1981 году, 100 %)
- Energía Concón S.A. (основана в 2002 году, 100 %)
- Gas de Chile S.A. (основана в 1994 году, 100 %)
- Vientos Patagónicos S.p.A. (ветрогенераторы, основана в 2018 году, 66 %, 34 % — Pecket Energy S.A.)